# Frunze Dovlatjan
Frunze Dovlatjan (russisk: Фру́нзе Вагина́кович Довлатя́н) (født 26. maj 1927 i Gavar i Sovjetunionen, død 30. august 1997 i Jerevan i Armenien) var en sovjetisk filminstruktør, skuespiller og manuskriptforfatter.

## Filmografi
- Karjera Dimy Gorina (Карьера Димы Горина, 1961)[2][3]